# Stockholmskonferensen 1917
Stockholmskonferensen kallas den konferens som ägde rum i Stockholm mellan socialistiska ledare från olika länder år 1917.
Konferensen tillkom eftersom de dominerande europeiska socialistiska partierna istället för att hävda internationalism och pacifism hade röstat för krigsanslag. Särskilt Tysklands stora socialdemokratiska parti hade visat sig vara en enorm besvikelse. En stark opposition inom arbetarrörelsen ville emellertid leva upp till Andra Internationalens internationalistiska utfästelser och startade Zimmerwaldrörelsen, så kallad efter Zimmerwaldkonferensen 5-8 augusti 1915, året efter första världskrigets utbrott. Den andra konferensen hölls 24-30 april 1916 i Kienthal i Schweiz. Stockholmskonferensen är den tredje i ordningen.
Konferensen ledde aldrig till resultat i avsedd riktning, en gemensam aktion för fred från de olika ländernas arbetarrörelser, bland annat för att ententeländerna vägrade ge pass till sina socialistiska ledare. Efter förhandlingar hela sommaren rann konferensen ut i sanden. 
I konferensen deltog bland andra Vladimir Lenin, Eduard Bernstein, Friedrich Ebert.
Den ryska oktoberrevolutionen förändrade hela situationen, varefter inga mer konferenser hölls.